# Мінерали сингенетичні
Мінерали сингенетичні (рос. минералы сингенетические, англ. syngenetic minerals; нім. syngenetische Minerale n pl) — мінерали, які виникли одночасно з відкладанням осадів. Вони можуть бути породотвірними, тобто становити основну масу породи, в інших випадках — незначними домішками.